# 나라야나 코철러코타
나라야나 코철러코타(영어: Narayana Kocherlakota, 1963년 10월 12일 ~ )는 미국의 경제학자이다. 2009년부터 미니애폴리스 연방준비은행 제12대 총재에 재직하고 있다.
코철러코타는 연방준비제도 안에서도 대표적인 온건파로, 2014년 11월 연방공개시장위원회에서 유일하게 기준금리 인상을 반대했다. 2016년 총재에서 은퇴한다고 밝혔다.
코철러코타 총재는 영국 《이코노미스트》에서 평가한 2015년 미국에서 가장 영향력 있는 경제학자 순위에서 6위에 선정되었다. 그 밑으로는 제임스 불러드 세인트루이스 연준 총재, 로버트 실러 예일대 교수(7위) 등이 선정되었다.